# Rabobank Continental Team/Saison 2012
Dieser Artikel listet Erfolge und Fahrer des Radsportteams Rabobank Continental in der Saison 2012 auf.

## Erfolge in der UCI Europe Tour
In den Rennen der Saison 2012 der UCI Europe Tour gelangen die nachstehenden Erfolge.
| Datum        | Rennen                                              | Kat. | Sieger                |
| ------------ | --------------------------------------------------- | ---- | --------------------- |
| 15. März     | Prolog Istrian Spring Trophy (EZF)                  | 2.2  | Ivar Slik             |
| 31. März     | 2a. Etappe Le Triptyque des Monts et Châteaux (EZF) | 2.2  | Dylan van Baarle      |
| 21. April    | Arno Wallaard Memorial                              | 1.2  | Dylan van Baarle      |
| 14. Mai      | Prolog Olympia’s Tour (EZF)                         | 2.2  | Dylan van Baarle      |
| 16. Mai      | 2. Etappe Olympia’s Tour                            | 2.2  | Jenning Huizenga      |
| 14.–19. Mai  | Gesamtwertung Olympia’s Tour                        | 2.2  | Dylan van Baarle      |
| 26. Mai      | 1. Etappe Tour de Gironde                           | 2.2  | Nicky van der Lijke   |
| 26.–28. Mai  | Gesamtwertung Tour de Gironde                       | 2.2  | Nicky van der Lijke   |
| 9. Juni      | 1. Etappe Thüringen-Rundfahrt                       | 2.2U | Mannschaftszeitfahren |
| 10. Juni     | 2. Etappe Thüringen-Rundfahrt                       | 2.2U | Danny van Poppel      |
| 13. Juni     | 5. Etappe Thüringen-Rundfahrt                       | 2.2U | Danny van Poppel      |
| 23. Juni     | Niederländische Meisterschaft – Straßenrennen (U23) | CN   | Moreno Hofland        |
| 30. Juli     | 4. Etappe Kreiz Breizh Elites                       | 2.2  | Moreno Hofland        |
| 7. August    | 1. Etappe Vuelta Ciclista a León                    | 2.2  | Danny van Poppel      |
| 26. August   | Ronde van Midden-Nederland                          | 1.2  | Ivar Slik             |
| 9. September | Deutsche Meisterschaft – Straßenrennen (U23)        | CN   | Rick Zabel            |

## Platzierungen in UCI-Ranglisten
| UCI Continental Circuit | Platz |
| ----------------------- | ----- |
| UCI America Tour 2012   | 46    |
| UCI Asia Tour 2012      | 14    |
| UCI Europe Tour 2012    | 15    |

## Zugänge – Abgänge
| Zugänge          | Team 2011                | Abgänge         | Team 2012             |
| ---------------- | ------------------------ | --------------- | --------------------- |
| Brian Megens     | Cyclingteam Jo Piels     | Jetse Bol       | Rabobank Cycling Team |
| Jenning Huizenga | Ubbink-Koga Cycling Team | Wilco Kelderman | Rabobank Cycling Team |
| Marco Minnaard   | Neoprofi                 | Barry Markus    | Vacansoleil-DCM       |
| Danny van Poppel | Neoprofi                 | Tom Dumoulin    | Team Argos-Shimano    |
| Ivar Slik        | Neoprofi                 | Ramon Sinkeldam | Team Argos-Shimano    |
| Martijn Tusveld  | Neoprofi                 | Jesper Asselman | Raiko Stölting        |
| Rick Zabel       | Neoprofi                 | Rohan Dennis    | Team Jayco-AIS        |
| Ruben Zepuntke   | Neoprofi                 |                 |                       |

## Mannschaft
| Name                | Geburtstag         | Nationalität |              |
| ------------------- | ------------------ | ------------ | ------------ |
| Dylan van Baarle    | 21. Mai 1992       | Niederlande  |              |
| Melvin Boskamp      | 30. Oktober 1990   | Niederlande  |              |
| Jasper Bovenhuis    | 27. Juli 1991      | Niederlande  |              |
| Marc Goos           | 30. November 1990  | Niederlande  |              |
| Moreno Hofland      | 31. August 1991    | Niederlande  |              |
| Jenning Huizenga    | 29. März 1984      | Niederlande  |              |
| Wesley Kreder       | 4. November 1990   | Niederlande  |              |
| Nicky van der Lijke | 23. September 1991 | Niederlande  |              |
| Brian Megens        | 26. Januar 1990    | Niederlande  |              |
| Marco Minnaard      | 11. April 1989     | Niederlande  |              |
| Daan Olivier        | 24. November 1992  | Niederlande  |              |
| Danny van Poppel    | 26. Juli 1993      | Niederlande  |              |
| Oscar Riesebeek     | 23. Dezember 1992  | Niederlande  |              |
| Ivar Slik           | 27. Mai 1993       | Niederlande  |              |
| Martijn Tusveld     | 9. September 1993  | Niederlande  |              |
| Rick Zabel          | 7. Dezember 1993   | Deutschland  |              |
| Ruben Zepuntke      | 29. Januar 1993    | Deutschland  |              |
| Stagiaires          | Stagiaires         | Nationalität | Nationalität |
| Lars van der Haar   | Lars van der Haar  | Niederlande  |              |